# شهدای صالحین
شهدای صالحین نام یکی از گورستانهای اصلی شهر کابل، پایتخت افغانستان است. این گورستان در دامنهٔ کوه آسمایی قرار دارد.
در تپهٔ نارنج در جوار شهدای صالحین که به تازگی حفاری شده و یک استوپا بودایی از خاک به‌در آمده‌است.

## مشاهیری که در این آرامگاه خفته‌اند
- آناهیتا راتب‌زاد، سیاست‌مدار
- میراکبر خیبر، سیاست‌مدار
- عبدالرحیم ساربان، خواننده و شاعر
- محمدحسین سرآهنگ، موسیقی‌دان
- احمد ظاهر، خواننده
- امیر عالم‌خان، حاکم امارت بخارا
- قهار عاصی، شاعر
- قاسم افغان،شاعر
- میرغلام‌محمد غبار، تاریخ‌نگار
- فیض‌محمد کاتب، نویسنده و تاریخ‌نگار
- عبدالرحمان محمودی، سیاست‌مدار

## نگارخانه

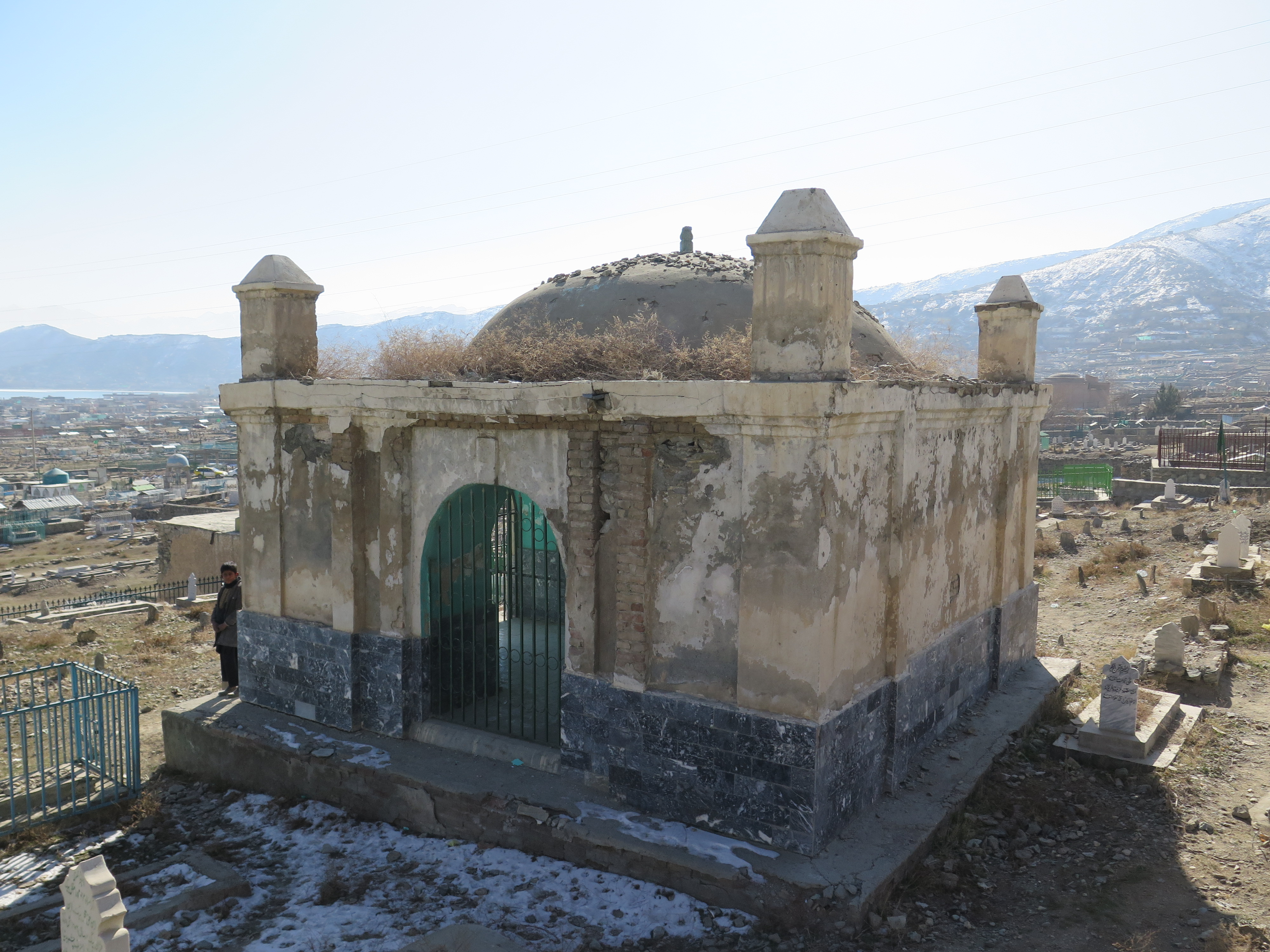
مقبرهٔ امیر عالم‌خان